# チチハル市
チチハル市（斉斉哈爾市、チチハルし、拼音: Qíqíhā'ěr）は、中華人民共和国黒竜江省に位置する地級市。市区人口は155万人で省内第二の都市であり、清代には黒竜江将軍が駐在し黒竜江地区の中心地として繁栄したが、清末東清鉄道が建設されると、物流の拠点がハルビン市に移行し、新中国成立後は黒竜江省都もハルビン市に移転した。現在でも黒竜江省西部の政治、経済、文化の中心である。市名は満洲語ではチチガル・ホトン（ᠴᡳᠴᡳᡤᠠᡵ
ᡥᠣᡨᠣᠨ、転写：Cicigar Hoton）で辺境あるいは天然の牧場の意味である。また市域には十数種の鶴が生息する有名な湿地・ジャロン自然保護区があり、鶴城とも呼ばれる。

## 地理
黒竜江省西北部の嫩江平原に位置し、西は内モンゴル自治区のフルンボイル市、北は黒河市、東は綏化市、南は吉林省白城市と接する。市域の北部と東部は小興安嶺の南麓に当たり、中部と南部は嫩江沖積平原である。嫩江が市内を南へ流れている。

### 気候
ケッペンの気候区分によると、亜寒帯冬季少雨気候とステップ気候の境界に属する。冬季は非常に寒さが厳しく、1月の平均気温は−18.1 ℃に達し、非常に乾燥している。夏は蒸し暑く、7月の平均気温は23.3 ℃である。年間降水量は415mmで、降水のほとんどが夏季に集中する。
| チチハル (1971-2000)の気候                     | チチハル (1971-2000)の気候 | チチハル (1971-2000)の気候 | チチハル (1971-2000)の気候 | チチハル (1971-2000)の気候 | チチハル (1971-2000)の気候 | チチハル (1971-2000)の気候 | チチハル (1971-2000)の気候 | チチハル (1971-2000)の気候 | チチハル (1971-2000)の気候 | チチハル (1971-2000)の気候 | チチハル (1971-2000)の気候 | チチハル (1971-2000)の気候 | チチハル (1971-2000)の気候 |
| 月                                             | 1月                        | 2月                        | 3月                        | 4月                        | 5月                        | 6月                        | 7月                        | 8月                        | 9月                        | 10月                       | 11月                       | 12月                       | 年                         |
| ---------------------------------------------- | -------------------------- | -------------------------- | -------------------------- | -------------------------- | -------------------------- | -------------------------- | -------------------------- | -------------------------- | -------------------------- | -------------------------- | -------------------------- | -------------------------- | -------------------------- |
| 平均最高気温 °C （°F）                         | −12.4 (9.7)                | −6.5 (20.3)                | 2.7 (36.9)                 | 13.1 (55.6)                | 21.2 (70.2)                | 26.2 (79.2)                | 28.0 (82.4)                | 26.3 (79.3)                | 20.3 (68.5)                | 11.1 (52)                  | −1.1 (30)                  | −10.1 (13.8)               | 9.9 (49.8)                 |
| 平均最低気温 °C （°F）                         | −23.7 (−10.7)              | −19.3 (−2.7)               | −10.1 (13.8)               | −0.2 (31.6)                | 8.0 (46.4)                 | 14.9 (58.8)                | 18.5 (65.3)                | 16.6 (61.9)                | 9.1 (48.4)                 | −0.2 (31.6)                | −11.3 (11.7)               | −20.4 (−4.7)               | −1.5 (29.3)                |
| 降水量 mm （inch）                             | 1.5 (0.059)                | 1.7 (0.067)                | 5.6 (0.22)                 | 17.3 (0.681)               | 29.6 (1.165)               | 67.1 (2.642)               | 128.8 (5.071)              | 90.0 (3.543)               | 45.5 (1.791)               | 20.1 (0.791)               | 4.4 (0.173)                | 3.6 (0.142)                | 415.2 (16.346)             |
| % 湿度                                         | 67                         | 58                         | 47                         | 46                         | 46                         | 62                         | 73                         | 73                         | 66                         | 57                         | 60                         | 67                         | 60.2                       |
| 平均月間日照時間                               | 190.6                      | 208.6                      | 260.4                      | 248.5                      | 282.7                      | 282.2                      | 269.4                      | 271.7                      | 247.3                      | 227.6                      | 185.4                      | 164.9                      | 2,839.3                    |
| 出典：中国气象局 国家气象信息中心 2010年3月7日 |                            |                            |                            |                            |                            |                            |                            |                            |                            |                            |                            |                            |                            |

## 歴史
チチハル（斉斉哈爾）はダウール語で「辺境」または「自然の牧地」を意味する。
漢晋代にかけては夫余、隋唐代は室韋の居住地であり、遼代は東京道及び上京道の管轄、金代は蒲峪路及び烏古迪烈統軍司の管轄とされた。元代になると遼陽行省開元路、明代は奴児干都司福余衛の管轄地とされ、清初はダウール族やシベ族の狩猟地とされ、康熙初年の文献には卜魁村の名称で登場している。
1674年（康熙13年）、吉林水師営の兵丁による嫩江西岸のチチガル屯（現在の斉斉哈村）への屯田が開始、1684年（康熙23年）には羅刹討伐のために斉斉哈爾に火器営が設置され軍事的な拠点としての性格を有すようになった。1691年（康熙30年）、斉斉哈爾の軍事力向上を図った清朝はチチガル屯に木城を築城、後に交通の便のよい卜奎站に移転、翌年300名の兵力を斉斉哈爾に派遣し辺境防衛に当たっている。1699年（康熙38年）には黒龍江将軍がメルゲン（現在の嫩江市）から斉斉哈爾に移り、中国東北部における政治の中心地としての地位が確立された。
清末の1905年（光緒30年）、黒龍江将軍の上奏により黒水庁が設置され、1907年（光緒32年）に黒龍江省が新設されると府署を斉斉哈爾城に定めた。中華民国成立後も斉斉哈爾は政治の中心地として発展し1924年3月1日には省城市政公所が、1929年1月1日には黒龍江省城兼商埠市政局が設置されている。
満洲国が建国されると1936年に市政が施行された。
新中国成立後、斉斉哈爾は前後して嫩江省、黒嫩省、黒龍江省の省都が設置され行政の中心地とされたが、1954年に黒龍江省と松江省が合併した際に省都はハルビン市に移転している。
2003年8月4日、旧関東軍が遺留したとされた化学兵器が漏出して市民44人が重軽傷を負い、うち1人が死亡する事件が発生、自衛隊の化学兵器処理班が斉斉哈爾に派遣された。この事件により中国の反日感情が高まった時期がある（遺棄化学兵器問題）。
2023年7月23日、第34中学校体育館の屋根が崩落。体育館で練習中のバレーボール選手11人が死亡。

## 行政区画
7市轄区・1県級市・8県を管轄する。
- 市轄区： 
  - 建華区・龍沙区・昂昂渓区・鉄鋒区・フラルキ区（富拉爾基区）・碾子山区・梅里斯ダウール族区（梅里斯達斡爾族区）
- 県級市： 
  - 訥河市
- 県： 
  - 富裕県・拝泉県・甘南県・依安県・克山県・泰来県・克東県・竜江県

| 斉斉哈爾市の地図 |
| --- |
| 1 2 鉄鋒区 昂昂渓区 3 4 梅里斯 · ダウール · 族区 龍江県 依安県 泰来県 甘南県 富裕県 克山県 克東県 拝泉県 訥河市 1. 龍沙区 2. 建華区 3. フラルキ区 4. 碾子山区 |

### 年表
この節の出典

#### チチハル市(第1次)
- 1949年10月1日 - 中華人民共和国黒龍江省チチハル市が成立。一区から五区までの区を設置。(5区)
- 1949年11月5日 - 一区から五区の各一部が合併し、農村区が発足。(6区)
- 1951年7月 - 龍江県の一部が農村区に編入。(6区)
- 1951年9月6日 - 龍江県の一部が農村区に編入。(6区)
- 1951年11月13日 - 富裕県の一部が農村区に編入。(6区)
- 1951年12月13日 (7区)
  - 市内行政区域の再編により、一区から六区までの区が成立。
  - 農村区が郊区に改称。
- 1952年8月18日 - 郊区の一部が分立し、臥牛吐ダウール族自治区が発足。(8区)
- 1954年9月15日 - 龍江県の一部が郊区・臥牛吐ダウール族自治区に分割編入。(8区)
- 1954年10月26日 - 郊区を分割し、フラルキ区・昂昂渓区・楡樹屯区・達呼店区・虎爾虎拉区が発足。(12区)
- 1954年12月11日 (10区)
  - 六区および五区の一部が合併し、鉄東区が発足。
  - 二区および三区の一部が合併し、永定区が発足。
  - 四区および一区の一部・三区の残部が合併し、龍沙区が発足。
  - 一区の残部・五区の残部・楡樹屯区の一部が合併し、北関区が発足。
- 1956年11月2日 - 楡樹屯区・達呼店区・虎爾虎拉区・臥牛吐ダウール族自治区が合併し、梅里斯ダウール族自治区が発足。(7区)
- 1958年1月30日 (6区)
  - 北関区の一部が鉄東区に編入。
  - 龍沙区の一部が永定区に編入。
  - 龍沙区の残部・北関区の残部が合併し、龍沙区が発足。
- 1958年5月3日 - 嫩江専区富裕県の一部が梅里斯ダウール族自治区に編入。(6区)
- 1958年6月27日 - チチハル市が嫩江専区に編入。

#### 嫩江専区(1954年-1960年)
- 1954年10月21日 - 嫩江県・訥河県・林甸県・富裕県・龍江県・甘南県・景星県・泰来県・依安県・ドルボド旗を編入。嫩江専区が成立。(9県1旗)
- 1956年3月5日 - 青岡県・安達県・明水県・克山県・克東県・拝泉県を編入。(15県1旗)
- 1956年3月6日 - 景星県が龍江県に編入。(14県1旗)
- 1956年10月10日 - ドルボド旗が県制施行し、ドルボド・モンゴル族自治県となる。(14県1自治県)
- 1958年5月3日 - 富裕県の一部がチチハル市梅里斯ダウール族自治区に編入。(14県1自治県)
- 1958年6月27日 - チチハル市、綏化専区北安県・徳都県を編入。チチハル市が県級市に降格。(1市16県1自治県)
- 1958年9月5日 - 徳都県が北安県に編入。(1市15県1自治県)
- 1960年1月7日 - 北安県が市制施行し、北安市となる。(2市14県1自治県)
- 1960年5月12日
  - チチハル市が地級市のチチハル市に昇格。
  - 嫩江県・訥河県・林甸県・富裕県・竜江県・甘南県・泰来県・依安県・ドルボド・モンゴル族自治県・克山県・克東県・拝泉県がチチハル市に編入。
  - 安達県・明水県・青岡県が松花江専区に編入。
  - 北安市が黒河専区に編入。

#### チチハル市(第2次)
- 1960年5月12日 - 嫩江専区チチハル市が地級市のチチハル市に昇格。(1市11県1自治県)
  - 嫩江専区嫩江県・訥河県・林甸県・富裕県・龍江県・甘南県・泰来県・依安県・ドルボド・モンゴル族自治県・克山県・克東県・拝泉県を編入。
- 1960年5月22日 - 龍江県の一部がチチハル市に編入。(1市11県1自治県)
- 1961年8月30日 - 龍沙区・鉄鋒区・建華区・フラルキ区・昂昂渓区・華安区・郊区を設置。(7区11県1自治県)
- 1961年10月7日 - 嫩江県・訥河県・林甸県・富裕県・龍江県・甘南県・泰来県・依安県・ドルボド・モンゴル族自治県・克山県・克東県・拝泉県が嫩江専区に編入。(7区)
- 1961年10月12日 - チチハル市が嫩江専区に編入。

#### 嫩江地区(1961年-1984年)
- 1961年10月7日 - チチハル市嫩江県・訥河県・林甸県・富裕県・龍江県・甘南県・泰来県・依安県・ドルボド・モンゴル族自治県・克山県・克東県・拝泉県を編入。嫩江専区が成立。(11県1自治県)
- 1961年10月12日 - チチハル市を編入。チチハル市が県級市に降格。(1市11県1自治県)
- 1964年1月15日 - チチハル市が地級市のチチハル市に昇格。(11県1自治県)
- 1968年 - 嫩江専区が嫩江地区に改称。(11県1自治県)
- 1970年4月1日 - 嫩江県が黒河地区に編入。(10県1自治県)
- 1984年12月15日 - 訥河県・林甸県・富裕県・龍江県・甘南県・泰来県・依安県・ドルボド・モンゴル族自治県・克山県・克東県・拝泉県がチチハル市に編入。

#### チチハル市(第3次)
- 1964年1月15日 - 嫩江専区チチハル市が地級市のチチハル市に昇格。龍沙区・鉄鋒区・永定区・フラルキ区・昂昂渓区・華安区が成立。(6区)
- 1965年12月28日 (7区)
  - 永定区が建華区に改称。
  - 華安区の一部が分立し、郊区が発足。
- 1968年11月4日 - 昂昂渓区が郊区に編入。(6区)
- 1970年3月5日 - 郊区の一部が分立し、昂昂渓区が発足。(7区)
- 1974年7月2日 - 郊区の一部が鉄鋒区に編入。(7区)
- 1980年3月1日 - 郊区が梅里斯区に改称。(7区)
- 1983年12月24日 - 華安区が碾子山区に改称。(7区)
- 1984年12月15日 - 嫩江地区訥河県・林甸県・富裕県・龍江県・甘南県・泰来県・依安県・ドルボド・モンゴル族自治県・克山県・克東県・拝泉県を編入。(7区10県1自治県)
- 1988年7月11日 - 梅里斯区が梅里斯ダウール族区に改称。(7区10県1自治県)
- 1992年8月21日 - 林甸県・ドルボド・モンゴル族自治県が大慶市に編入。(7区9県)
- 1992年9月2日 - 訥河県が市制施行し、訥河市となる。(7区1市8県)

## 教育

### 大学
市内には計400強の学校がある。
- チチハル医学院（中国語版）
- チチハル大学（中国語版）
- チチハル市建設職工大学（中国語版）
- チチハル工程学院（中国語版）
- チチハル高等師範専科学校（中国語版）
- 黒竜江交通職業技術学院（中国語版）

## 交通

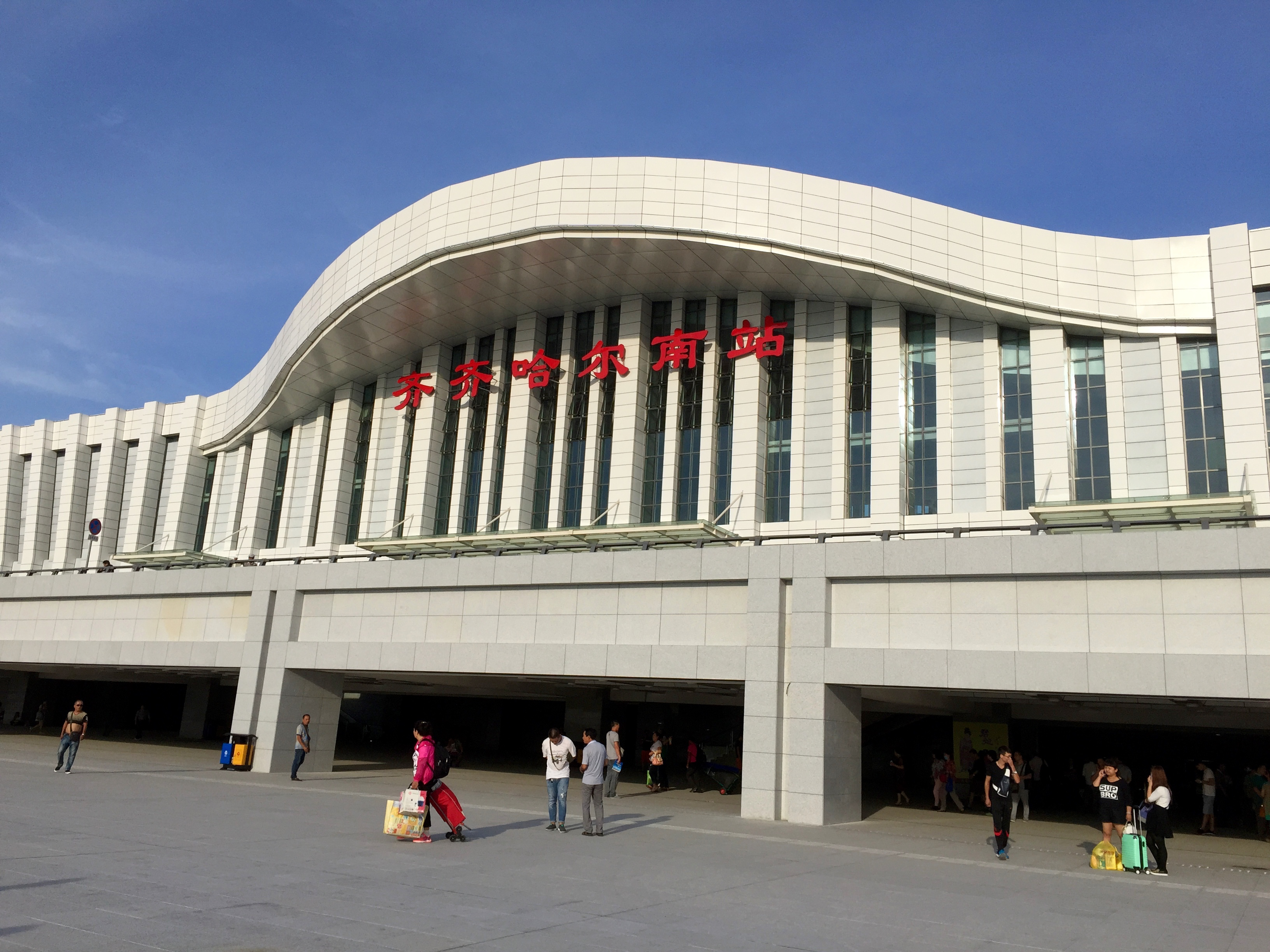
斉斉哈爾南駅

### 航空
- チチハル三家子空港

### 鉄道
中国の高速鉄道が運行されている都市では最も北に位置する。
- 中国国家鉄路集団
  - 中国鉄路哈爾浜局集団公司
    - 哈斉旅客専用線
    - 浜洲線
    - 平斉線
    - 斉北線
    - 富西線

### 道路
- 高速道路
  -  綏満高速道路
  -  伊斉高速道路
  -  嫩泰高速道路

- 国道
  -  G111国道（中国語版）
  -  G202国道
  -  G301国道

- 省道
  -  203省道
  -  221省道
  -  302省道

- 県道

| - - 008号県道 - 017号県道 - 021号県道 - 024号県道 - 025号県道 - 040号県道 - 043号県道 - 044号県道 - 047号県道 - 048号県道 | - - 049号県道 - 052号県道 - 053号県道 - 054号県道 - 055号県道 - 056号県道 - 057号県道 - 058号県道 - 059号県道 |  |

## 健康・医療・衛生
| - 中国人民解放軍聯勤保障部隊第九六一医院 - 斉斉哈爾医学院第一附属医院 - 斉斉哈爾医学院第二附属医院 - 斉斉哈爾医学院第三附属医院 - 斉斉哈爾医学院第四附属医院 - 斉斉哈爾医学院第六附属医院 - 斉斉哈爾第一医院 - 斉斉哈爾第二医院 - 斉斉哈爾第三医院 - 斉斉哈爾第四医院 - 斉斉哈爾第五医院 - 斉斉哈爾第六医院 - 斉斉哈爾第七医院 - 斉斉哈爾市衛生学校附属医院 - 建華区中医院 | - 斉斉哈爾市紅十字中心血站 - 龍沙区医院 - 龍沙区中医院 - 斉斉哈爾市昂昂溪区人民医院 - 斉斉哈爾市中医医院 - 斉斉哈爾市鉄鋒区医院門診 - 斉斉哈爾市鉄鋒区婦幼保健院 - 斉斉哈爾市富拉爾基区中医医院 - 斉斉哈爾市富拉爾基区婦幼保健站 - 斉斉哈爾市碾子山区人民医院 - 斉斉哈爾市一重医院 - 斉斉哈爾市梅里斯達斡爾族区人民医院 - 斉斉哈爾市梅里斯達斡爾族区婦幼保健所 - 訥河市中医院 - 訥河市婦幼保健院第一門診 | - 富裕県人民医院 - 富裕県中医院 - 拝泉県人民医院 - 拝泉県婦幼保健院 - 甘南県人民医院 - 甘南県紅十字医院 - 依安県人民医院 - 依安県中医院 - 克山県第一人民医院 - 克山県第二人民医院 - 克山県中医院 - 克山県婦幼保健院 - 克山県中西医結合医院 - 克山県衛生防疫站 - 泰来県人民医院 | - 泰来県中医医院 - 克東県人民医院 - 克東県中医院 - 克東県婦幼保健院 - 克東県衛生防疫站 - 龍江県人民医院 - 龍江県第一人民医院 - 龍江県第二人民医院 - 龍江県中医医院 |  |

## 観光
- ジャロン自然保護区（扎龍自然保護区）
- 黒龍江将軍府
- 昂昂渓古文化遺跡

## 友好都市
- 栃木県 宇都宮市
- 韓国 高陽市
- ロシア ハバロフスク